# Pädagogische Hermeneutik
Die pädagogische Hermeneutik ist eine hermeneutische Forschungsmethode, die ein wissenschaftliches Verfahren zur Gewinnung von pädagogisch relevantem Wissen anbieten will. Sie ist in der geisteswissenschaftlichen Pädagogik angesiedelt und versucht als Hermeneutik der Erziehungswirklichkeit den Sinn und die Grundphänomene von Erziehung und Bildung auszulegen.
Da sich die Hermeneutik als im Horizont der Geschichte stehend begreift, versucht die pädagogische Hermeneutik die beschriebene Zielsetzung (Auslegung des Sinns und der Grundphänomene von Erziehung und Bildung) zum Beispiel durch Interpretation von Texten der historischen Pädagogik und durch Deutung der historisch-politischen Voraussetzungen erzieherischer Institutionen sowie der Lebenswelt von Kindern und Jugendlichen zu erfüllen. Zum allgemeinen Forschungsgegenstand der pädagogischen Hermeneutik zählt das pädagogisch-didaktische Denken und Handeln in seinen historischen, gesellschaftlichen und kulturellen Kontexten.
Die pädagogische Hermeneutik geht davon aus, dass ein Pädagoge lernt, indem er mit einem gewissen Vorverständnis in eine Situation gerät oder sich mit einem gewissen Vorverständnis mit einem bestimmten wissenschaftlichen Sachverhalt beschäftigt. Durch die Ergebnisse seines Handelns bzw. Forschens komme er zu einem Gegenstandsverständnis, welches gegenüber seinem Vorverständnis erweitert ist.
Der Pädagoge schaffe demnach durch Reflexion den Transfer vom Gegenstandsverständnis zu einem erweiterten Vorverständnis, das er anwenden kann, wenn er erneut in eine solche Situation kommt bzw. sich mit einem ähnlichen oder dem gleichen wissenschaftlichen Sachverhalt (erneut) beschäftigt. Dieser Kreislauf ist theoretisch bis ins Unendliche fortsetzbar.